# Isole Aurora

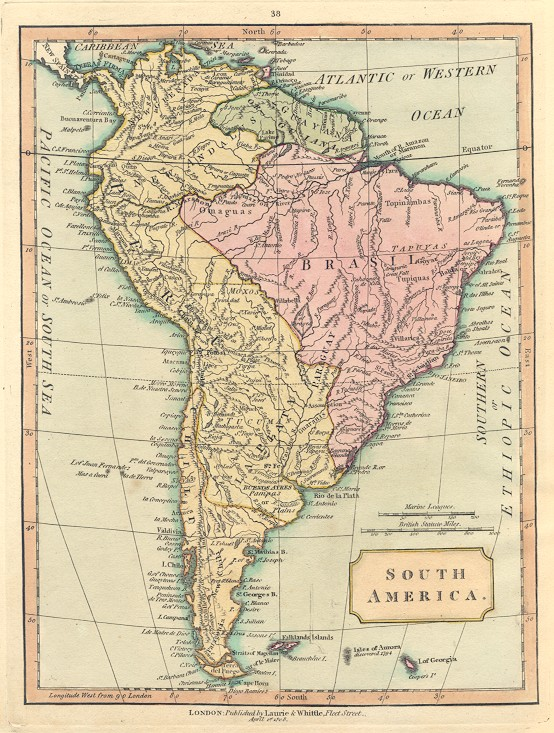
Le Isles of Aurora riportate su una carta del Sudamerica del 1808.

Le isole Aurora erano un gruppo di tre isole fantasma apparse sulle carte nautiche del Sudamerica dalla seconda metà del 1700 fino agli anni 1870.

## Storia
Le isole Aurora sono state segnalate per la prima volta nel 1762 dalla nave mercantile spagnola Aurora, capitanata da José de la Llana, mentre stava navigando da Lima a Cadice. Gli ufficiali dell'Aurora sostennero di averle avvistate ancora una volta nel 1774. La nave spagnola San Miguel fissò la loro posizione a 52°37'S, 47°49'W. Il 20 febbraio 1794 furono nuovamente avvistate da un'altra nave spagnola, la corvetta Atrevida, che durante la circumnavigazione del globo di Alessandro Malaspina venne appositamente inviata per confermare la loro esistenza. La loro posizione venne localizzata grossomodo a metà strada tra le isole Falkland e la Georgia del Sud, a 53°S 48°W. La latitudine è considerata corretta, mentre la longitudine venne calcolata in base al meridiano dell'osservatorio astronomico di San Fernando a Cadice. Le isole vennero avvistate per l'ultima volta nel 1856, ma continuarono ad apparire sulle carte dell'Atlantico meridionale fino agli anni '70 del XIX secolo.
È possibile che le isole Aurora fossero state «scoperte» da Amerigo Vespucci durante il suo viaggio del 1501-02 con una spedizione portoghese. Nella sua «Lettera» del 1504, il resoconto più dettagliato dei suoi viaggi, afferma di aver lasciato la costa del Brasile a Cabo Frio e seguito il percorso dello scirocco in direzione sud-est coprendo una distanza di 500 leghe (circa 3000 chilometri) in mare fino a raggiungere il 50° o 52°S. La probabilità di questo è stata confermata dal viceammiraglio Ernesto Basilico nel libro The Third Voyage of Amerigo Vespucci (Buenos Aires, 1967) e dal tenente comandante Barreiro Meiro (General Journal of Navy, ottobre 1968, Madrid). A 52°S Vespucci scoprì un'isola della lunghezza di 20 leghe (118 chilometri):
Et andando in questa tormenta, a dì 7 d'aprile avemmo vista di nuova terra, della quale corremmo circa di 20 leghe; e la trovammo essere tutta costa brava, e non vedemmo in essa porto alcuno né gente, credo perché era tanto el freddo che nessuno della flotta si poteva rimediare né sopportarlo.»
Le uniche grandi isole a 52°S in cui avrebbe potuto imbattersi sono le Falkland, all'epoca non ancora scoperte, ma la descrizione che ne fa Vespucci non si adatta a queste isole, le cui coste basse sono piene di insenature in cui poter trovare riparo, e non «brave», cioè selvagge. Il 3 aprile, inoltre, non è neppure inverno, ma il primo mese di autunno, e una notte lunga quindici ore comporterebbe un misterioso spostamento del sole: oltretutto, a 52°S, i marinai non avrebbero dovuto trovare il freddo intollerabile in quel periodo dell'anno. La descrizione di condizioni atmosferiche aberranti accompagnate da una feroce tempesta, piuttosto, è tipica dell'atmosfera in cui vengono avvistate molte isole fantasma, in particolare l'isola di San Brandano.
Raymond Ramsay suggerisce diverse possibili spiegazioni per le continue segnalazioni di avvistamenti che dal 1762 si protrassero per circa un secolo, come un iceberg di dimensioni colossali, la possibilità che le isole Aurora fossero le Shag Rocks e la possibilità che esse si fossero inabissate, ma le rigetta tutte, giungendo alla conclusione che «in realtà non esiste una spiegazione del tutto soddisfacente per le isole Aurora, che rimangono uno dei grandi misteri irrisolti del mare». Commentando la conclusione a cui era giunto Ramsay riguardo alla possibilità che queste isole si fossero inabissate, Stephen Royle controbatte che sono diversi i casi conosciuti di isole vulcaniche scomparse in tempi recenti.

## Cultura
Le isole Aurora sono il soggetto di un racconto di Barbara Hodgson del 2001, Hippolyte's Island, in cui vengono riscoperte dal protagonista del libro. In un episodio del racconto di Edgar Allan Poe Storia di Arthur Gordon Pym, Pym e i suoi compagni si mettono alla loro ricerca, non riuscendo a trovarle.